# Član (matematika)
U matematici, član ili element skupa jest bilo koji od matematičkih objekata koji sačinjavaju taj skup.

## Označavanje
Izraz
{\displaystyle A=\left\{1,2,3,4\right\}}
znači da su članovi skupa A brojevi 1, 2, 3 i 4.
Relacija "je član skupa", odnosno relacija pripadnosti skupu, označava se znakom ∈.  Tako zapis
{\displaystyle x\in A}
znači "x je član skupa A", odnosno "x je element skupa A", ili "x pripada skupu A".
Negacija pripadnosti skupu označava se znakom ∉.  Zapis
{\displaystyle x\notin A}
znači "x nije član skupa A".